# ليو زهاو
ليو زهاو (بالصينية: 劉釗) (11 يناير 1985 بتشينغداو في الصين - ) هو لاعب كرة قدم صيني في مركز الدفاع. لعب مع شاندونغ لونينغ.

## وصلات خارجية
- ليو زهاو على موقع قاعدة بيانات كرة القدم.إي يو (الإنجليزية)
- ليو زهاو على موقع عالم كرة القدم.نت (الإنجليزية)